# Copelatus tenebrosus
Copelatus tenebrosus är en skalbaggsart som beskrevs av Régimbart 1880. Copelatus tenebrosus ingår i släktet Copelatus och familjen dykare. Inga underarter finns listade i Catalogue of Life.